# Groblje pri Prekopi
Groblje pri Prekopi so obcestno naselje v Občini Šentjernej. Ležijo, severovzhodno od Šentjerneja, od katerega so oddaljene okoli 2,5 km. 
V kraju so našli številne arheološke najdbe: ostanke hiš, kopališče obloženo z marmornim tlakom, vodnjak obzidan z rezanim kamnom, bronast vrč, kotliček in drugo. Najdeni so bili tudi rimski grobovi, v katerih so bili priloženi rimski kovanci. Iz priloženih kovancev sklepajo, da je bil kraj poseljen že v času od 2. do 6. stoletja. Nekateri arheologi menijo, da je bila tu postavljena rimska poštna postaja Crucium na poti iz Emone proti Sisku (Siscium). 
V Grobljah je cerkev Svetega Martina.